# WordPerfect
WordPerfect é um aplicativo de processamento de textos, propriedade da empresa de software Corel Corporation, que alcançou sua popularidade máxima do final dos anos 1980 ao início dos anos 1990. Durante muitos anos foi considerado programa padrão de seu setor, mas logo seria eclipsado, tanto em vendas como em popularidade, pelo Microsoft Word.
Esse programa chegou a estar disponível para uma ampla variedade de computadores e sistemas operacionais, incluindo OS/2, DOS, Windows, Mac OS, Linux, Apple II, as versões mais populares de Unix, VMS, Data General, System/370, AmigaOS e Atari ST.

## Desenvolvimento do WordPerfect

### O começo
O WordPerfect foi desenvolvido originalmente pela Satellite Software International, Inc., de Orem (Utah), que posteriormente mudou de nome para WordPerfect Corporation.
Escrito originalmente para os computadores Data General, em 1982 os desenvolvedores o adaptaram aos IBM PCs como WordPerfect 2.20, continuando a numeração da versão da Data General.

### Propriedade do WordPerfect
O processador de textos WordPerfect foi vendido duas vezes: primeiro, para a Novell, em junho de 1994, que por sua vez o vendeu à Corel em janeiro de 1996. Em 2003, a Corel foi comprada pela Vector Capital. Atualmente, o WordPerfect é comercializado pela Corel.

### Versão para DOS
A popularidade do programa cresceu com o lançamento do WordPerfect 4.2, em 1986, com duas características utilíssimas para a publicação de textos legais: numeração automática de parágrafos, e enumeração e colocação automáticas de notas no pé da página. O WordPerfect 4.2 transformou-se no primeiro programa que superava o até então líder dos editores de texto para a plataforma DOS: o WordStar. Em 1989, a WordPerfect Corporation lançou a versão de maior sucesso da história do aplicativo: o WordPerfect 5.1 para MS-DOS.

#### Interface de usuário
O WordPerfect usava quase todas a combinações possíveis das teclas de função, conhecidas como teclas F, somadas a Ctrl, Alt e Shift. Diferenciava-se nisto do WordStar, que usava somente Ctrl, unido às teclas tradicionais. Porém, muitos lembravam das combinações das teclas F da versão para DOS, que foram projetadas para a disposição do teclado original dos PCs da IBM, com duas colunas de teclas F no lado esquerdo do teclado. Por exemplo, o tabulador e a tecla F4 eram adjacentes, por possuírem funções similares. 

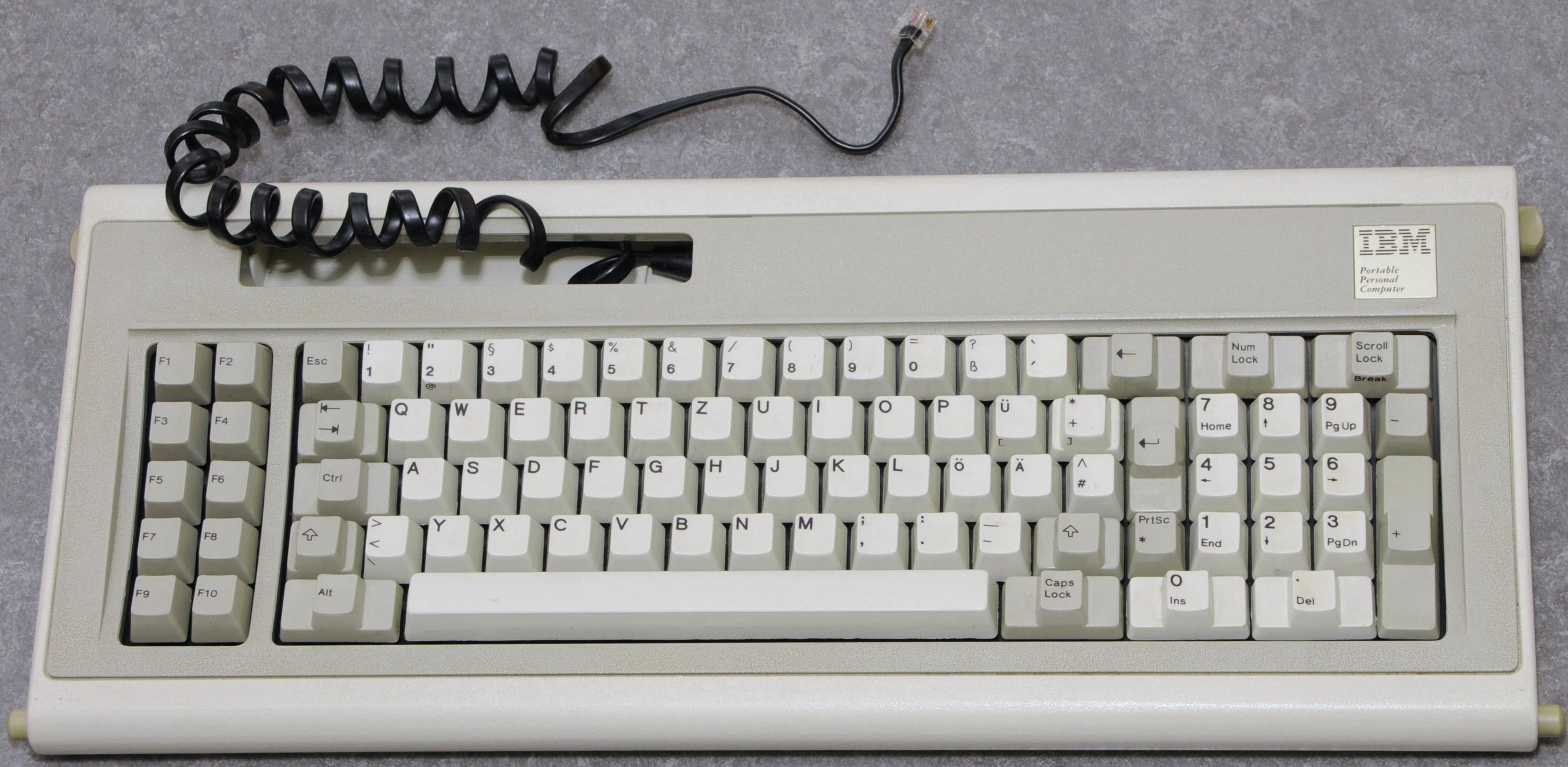
Teclado do IBM Portable PC, modelo 5155, com as teclas de função à esquerda.

Esta infinidade de possibilidades de digitação, somada ao desejo dos desenvolvedores de manter a interface de usuário livre de possíveis elementos de distração, como os menus na tela/no ecrã, fez com que muitos usuários pudessem usar um layout de teclado que reproduzia graficamente cada função. Seguindo critérios bem mais desconcertantes, os programadores do aplicativo resolveram associar a tecla F3 em vez de F1 para Ajuda, F1 em vez de Esc para Cancelar e Esc para Repetir, embora uma opção da configuração em versões posteriores permitiu atribuições mais de acordo com os usos padronizados. Posteriormente o WordPerfect foi adaptado para usar o paradigma de interface gráfica WYSIWYG (do inglês “What You See Is What You Get”, “O que você vê é o que você obtém”).
O WordPerfect possuía uma função para criar tabelas de forma muito flexível, que é mantida até hoje. As células funcionavam como uma planilha, com a qual era possível realizar cálculos. Também dispunha de um editor gráfico e comandos completos para inserir, importar, exportar, rotacionar, enfocar e mudar o tamanho de gráficos, tanto vetoriais ou de mapa de bits. Em nível de texto propriamente dito, possuía uma gama tipográfica ampla, e seu vasto suporte de impressoras, pioneiro em sua época, o equiparava aos sistemas de editoração eletrônica, e permitia preparar para publicação manuais complexos e obras de vários tipos. Destacava-se especialmente o sistema de pré-visualização, que reproduzia com fidelidade na tela/no ecrã como ficaria o documento se impresso. 

### Versão para Windows
No entanto, o WordPerfect chegou tarde com sua versão para Windows. O WordPerfect 5.1 para Windows foi lançado no final de 1991, quando o Microsoft Word para Windows já estava na versão 2. Essa primeira versão gráfica, assim como as seguintes, era lenta e travava com muita frequência. Também a interface baseada nas teclas F do WordPerfect não se adaptou bem ao novo paradigma de mouse/rato e menus expansíveis, especialmente quando muitas das combinações padrão do WordPerfect eram idênticas a outras combinações de teclado que o Windows utilizava e com funções muito diferentes – por exemplo, Alt+F4 converteu-se em Fechar Programa, em vez de Bloquear texto do WordPerfect. Por outro lado, o número impressionante de drivers de impressoras utilizados pela versão DOS do WordPerfect também se tornou obsoleto devido aos controladores próprios do Windows.
O WordPerfect transformou-se em parte de una suíte de escritório quando a empresa firmou um acordo de colicença com a Borland Software Corporation, em 1993. O produto foi apresentado ao público como Borland Office, incluindo as versões para Windows do WordPerfect, Quattro Pro, Borland Paradox e um pacote basado em LAN de trabalho em grupo (groupware) chamado WordPerfect Office – que não se deve confundir com a suíte completa de aplicativos promovida com o mesmo nome anos mais tarde pela Corel –, fundamentado nas bibliotecas do WordPerfect para DOS.
Entre as deficiências da versão para Windows e a comercialização agressiva, pela Microsoft, do Word para Windows como parte da suíte Microsoft Office, as vendas do WordPerfect tiveram uma queda da qual nunca se recuperaram. Entre os últimos usuários fanáticos, estão escritórios de advocacia e algumas universidades da América do Norte, as quais a Corel segue abastecendo como nichos de mercado. Em novembro de 2004, a Novell apresentou um processo contra a Microsoft por seu comportamento monopolista, o qual, alega a Novell, levou à perda do mercado do WordPerfect  (em inglês). Mais tarde, a Corel também apresentou processos que ganhou contra a Microsoft.
Em 1993, a WordPerfect Corporation idealizou um experimento único para a comercialização do WordPerfect 6.0 para Windows, lançando um CD chamado Innovator, que incluía uma versão demo do WordPerfect 6.0 junto com onze músicas compostas em sua maioria por Sam Cardon e Kurt Bestor. Esses dois músicos relançaram o disco no ano 2000 sem o demo, mas com duas faixas bônus.
Mais tarde, a Corel Corporation seguiu lançando versões do WordPerfect para Windows, incluindo a partir da versão 11 um modo clássico com a intenção de reconquistar os usuários do WordPerfect que estavam mais acostumados ao WordPerfect para DOS.
Nas últimas versões, também foram incluídas outras funções, como exportação para PDF diretamente, sem utilizar o Adobe Acrobat, um dicionário, e manteve-se o mesmo formato de arquivo da versão 6 em diante, o que possibilita a utilização dos mesmos arquivos em versões diferentes.
Na última versão (WordPerfect X5), pode-se criar, marcar, importar e compartilhar arquivos/ficheiros PDF, em comparação ao Microsoft Word; colaborar em grupo de maneira mais eficiente; atualizar automaticamente documentos com dados pela web; gerenciar e-mails e contatos através de integração com o Mozilla Thunderbird; tomar notas e reutilizar texto e gráficos de qualquer fonte; e encontrar rapidamente respostas e recursos através de um sistema de ajuda totalmente remodelado. Essa versão também está preparada para rodar sob o Windows 7. 

### WordPerfect para Mac
O desenvolvimento do WordPerfect para Macintosh não se deu de forma paralela às versões para outros sistemas operativos, e os números de versão usados não se relacionavam com os das versões contemporâneas para DOS e Windows, entre outros. A primeira versão (1.0, de 1985, época em que o WordPerfect para DOS estava na versão 4.0) era muito similar à versão para DOS, e não foi muito popular no mercado. A versão 2 foi uma reescrita total do código, adaptando-se melhor à interface de usuário do Mac OS. A versão 3 foi mais além, usando vastamente as tecnologias que a Apple introduziu nos sistemas operacionais 7.0 a 7.5, enquanto se mantinha veloz e operativo em máquinas mais antigas. A Corel lançou a versão 3.5 em 1996, seguido pela versão melhorada 3.5e. Nunca foi atualizado além de tal versão, e o produto foi eventualmente descontinuado. Até 2004, a Corel reiterou que não tinha nenhum plano para seguir desenvolvendo o WordPerfect para Mac (como poderia ser uma versão nativa para Mac OS X).
Por muitos anos, a Corel disponibilizou aos usuários de Mac a versão 3.5e, que era possível baixar/descarregar a partir de seu site gratuitamente. Alguns usuários de Mac ainda usam essa versão. No entanto, como foi criada para computadores mais lentos, o avanço de página era extremadamente rápido em máquinas mais velozes, alguns desenvolvedores independentes criaram um patch para desacelerar tal avanço. Este patch para MacOS 8/9 e a versão original do programa estão disponíveis nos links da  comunidade do WordPerfect no Yahoo! Groups. Nas versões atuais do OS X, é necessário usar o ambiente clássico para poder utilizar esta versão.

### WordPerfect para GNU/Linux
No final dos anos 1990, tentando introduzir-se no mercado nascente do Linux, a Corel adaptou a versão 6.0 para Linux e desenvolveu sua própria distribuição: o Corel Linux. A resposta da comunidade Linux a esta estratégia foi variada. Alguns consideraram que era bom existir um aplicativo conhecido para Linux, por outro lado os desenvolvedores de outros editores de texto criticaram a necessidade de outra aplicação nesta categoria. Os que advogavam pelo software livre questionaram seriamente seu código-fonte fechado e a viabilidade de um software comercial num mercado dominado pelo software libre e gratuito. A estabilidade e o desempenho do WordPerfect 9.0 – um aplicativo não nativo do Linux senão basada na versão para Windows utilizando as bibliotecas do WINE, ao contrário das versões 6 a 8 – foi muito criticada. O WordPerfect não conseguiu ganhar uma quantidade significativa de usuários e, como parte de sua nova estratégia, depois de um investimento sem direito a voto da Microsoft, o WordPerfect foi descontinuado e a distribuição Linux da Corel foi vendida à empresa Xandros. Em abril de 2004, a companhia relançou o WordPerfect 8.1 (a última versão nativa do Linux) com algumas melhorias como um jeito de testar o mercado do Linux.

### Wordperfect para Atari ST
Embora tenha começado como um programa pesado e lento ao redor de 1987, o WordPerfect para Atari ST foi submetido a alguns refinamentos, chegando a ser o editor de texto mais completo e potente (e mais caro) disponível para ST nessa época. Esta potência tornava o aplicativo complexo, o manual de uso possuía mais de 600 páginas e o guia de referência rápida tinha 5 páginas, e impunha uma curva de aprendizado muito mais longa que o resto dos processadores disponíveis. No entanto, junto com os comandos de teclado, aproveitava o ambiente GEM (Graphical Environment Manager) do sistema operacional TOS, tornando o gerenciamento mais intuitivo. Com a versão 4.1, de 29 de janeiro de 1988, estava livre de todos a maioria dos erros de programação das versões anteriores. O software era entregue em 6 disquetes não protegidos. O WordPerfect ST era praticamente um programa WYSIWYG. dispunha de todas as características do programa presentes na versão para IBM PC. O formato de arquivo/ficheiro era 100% compatível com a versão para PC. Possuía um programa de conversão muito simples de usar para mudar, para o formato do WordPerfect, arquivos criados com o ST Writer, o 1ST Word+ e o Word Writer, processadores populares no ST. Acima de tudo, o que distinguia esta versão para ST era a integração com o ambiente GEM, permitindo gerenciar até 4 janelas, podia-se usar o Mouse/rato e configurar o programa usando os menus desdobráveis (nessa época ainda não existia Windows nos PCs). Embora estava baseado na versão para PC, era um programa escrito a partir do zero, em linguagem Assembly, otimizado para o processador 68000, alcançando, nas últimas versões, de 3 a 5 vezes a velocidade da versão para PC.

## Características especiais do WordPerfect
Depois de o WordPerfect deixar de ser o processador de textos mais empregado, muitos usuários o seguiram utilizando, já que o consideravam superior em aspectos tais como:
- A função Mostrar código, que permite mostrar todo o código do texto e, desta maneira, ter maior controle sobre ele.
- Maior estabilidade para gerenciar grandes arquivos com muitos formatos.
- Maior simplicidade na edição de tabelas, especialmente quando incluem células mescladas e o usuário quiser apagar ou adicionar células. Mais possibilidades no uso de tabelas que podem ser planilhas com bastantes possibilidades (nunca como as de uma planilha verdadeira).
- Funções de criar tabelas de opiniões autorizadas em textos legais e incluir pés de página na contagem de palavras – uma funcionalidade especialmente dirigida aos advogados e escritores em geral.
- Uso de teclas de função – teclas F – como atalhos para funções muito utilizadas.
- Numeração multinível de parágrafos (que não funcionava corretamente nas primeiras versões do Word).
- Possibilidade de selecionar diferentes versões de layouts de teclado, menus e atalhos de teclado.
- Uma grande quantidade de filtros para exportar e importar arquivos.
- Importação de arquivos em PDF.
- Importação e exportação para Microsoft Word e RTF, assim como um sem-fim de editores de texto.
- O tratamento de imagens é mais simples, mais rápido e com mais possibilidades que outros editores de texto. É possível a edição de imagens.
- A possibilidade de obter, a partir do menu Abrir arquivo, uma lista de arquivos incluindo pastas, se o usuário quiser, partindo de qualquer dos programas incluídos na suíte.

No entanto, os usuários que preferem o Microsoft Word o consideram muito melhor nos aspectos relacionados à integração com outros aplicativos e com a interface do Windows, além de ser o aplicativo mais usado, o que complica muito a respeito da compatibilidade de arquivos. O WordPerfect melhorou estes aspectos nas últimas versões. Hoje a integração com outros programas e com o Windows não é inferior à do Microsoft Word.

## Produtos derivados do WordPerfect
A WordPerfect Corporation produziu uma gama de produtos derivados do WordPerfect original:
- A biblioteca do WordPerfect (de 1986) era um pacote de utilitários que incluiu:
  - uma interface configurável de DOS armazenada na memória, chamada de Shell;
  - um alternador de tarefas – que permitiu ter vários programas abertos ao mesmo tempo, revezando entre cada um mediante uma combinação de teclas de DOS;
  - uma Interface de Programação de Aplicações (API) que outros programadores podiam acessar.
  - um avançado macroprocessador – avançado para seu tempo;
  - uma área de transferência;
  - uma calculadora;
  - um calendário com uma lista de tarefas a fazer – to-do;
  - um banco de dados chamado Notebook, que podia ser usado como um aplicativo dentro ou à parte do WordPerfect;
  - e outras características.
- LetterPerfect era uma versão compacta do WordPerfect, sem as características mais avançadas, mas usava as mesmas combinações de teclas e era capaz de ler os arquivos da versão original.

## Lista de versões

### Versões para a Data General
- 1980 — SSI*WP (primeira versão de WordPerfect)
- 1982 — SSI*WP 2.0

### Versões paraDOS
- 1982 — WordPerfect 2.2 para DOS (primeira versão para DOS)
- 1983 — WordPerfect 3.0 para DOS
- 1984 — WordPerfect 4.0 para DOS
- 1988 — WordPerfect 5.0 para DOS
- 1989 — WordPerfect 5.1 para DOS
- 1993 — WordPerfect 6.0 para DOS
- 1994 — WordPerfect 5.1+ para DOS
- 1997 — WordPerfect 6.2 para DOS

### Versões paraIBMOS/2
- 1993 — WordPerfect 5.2 para OS/2

### Versões paraApple II
- 1985 — WordPerfect 1.0 para Apple II
- 1986 — WordPerfect 2.0 para Apple II

### Versões paraApple Macintosh
- 1988 — WordPerfect 1.0 para Macintosh
- 1990 — WordPerfect 2.0 para Macintosh
- 1993 — WordPerfect 3.0 para Macintosh
- 1995 — WordPerfect 3.5 para Macintosh

### Versões paraMicrosoft Windows
- 1991 — WordPerfect 5.1 para Windows (primeira versão para Windows)
- 1992 — WordPerfect 5.2 para Windows
- 1993 — WordPerfect 6.0 para Windows
- 1996 — WordPerfect 7.0 para Windows (primeira versão 32 bits)
- 1997 — WordPerfect 8.0 para Windows
- 1999 — WordPerfect 9.0 para Windows
- 2001 — WordPerfect 10.0 para Windows
- 2003 — WordPerfect 11.0 para Windows
- 2004 — WordPerfect 12.0 para Windows
- 2006 — WordPerfect X3 para Windows (usou-se esta terminologia para evitar o número 13, mas os arquivos internos do programa usam 13)
- 2008 — WordPerfect X4 para Windows
- 2010 — WordPerfect X5 para Windows
- 2012 — WordPerfect X6 para Windows
- 2014 — WordPerfect X7 para Windows

### Versões paraLinux
- 1996 — WordPerfect 6.0 para Linux (primeira versão para Linux)
- 1999 — WordPerfect 8.1 para Linux
- 2000 — WordPerfect 9.0 para Linux